# 닐 조던
닐 조던(Neil Jordan, 1950년 2월 25일 ~ )은 아일랜드의 영화 제작자 및 소설가이다.